# ديريك الرابع، كونت هولندا
ديريك الرابع (حوالي 1020/ 1030 – 13 يناير 1049) كان كونت مقاطعة هولندا منذ عام 1039 إلى 1049 (التي كانت تسمى فريزيا في هذا الوقت).